# Ольховка (Волгоградська область)
Ольховка (рос. Ольховка) — село у Ольховському районі Волгоградської області Російської Федерації.
Населення становить 5401  особу. Входить до складу муніципального утворення Ольховське сільське поселення.

## Історія
Населений пункт розташований у межах українського історичного та культурного регіону Жовтий Клин.
Згідно із законом від 24 грудня 2004 року № 978-ОД органом місцевого самоврядування є Ольховське сільське поселення.

## Населення
| 1959 | 1970  | 1979  | 1989  | 2002  | 2010  |
| ---- | ----- | ----- | ----- | ----- | ----- |
| 3553 | ↗3712 | ↗4107 | ↗4429 | ↗5302 | ↗5401 |